# Saúl Monreal Ávila
Saúl Monreal Ávila (Fresnillo, Zacatecas; 22 de agosto de 1977) es un político mexicano, miembro del partido Morena. Desde el 1 de septiembre de 2024 se desempeña como senador de la República.

## Primeros años
Saúl Monreal Ávila nació en 1977 en Fresnillo, Zacatecas, México. Es hijo de Felipe Monreal Huerta y de Catalina Ávila Alvarado. Sus padres tuvieron catorce hijos. Varios de los hermanos de Saúl se han dedicado a la política: Ricardo Monreal fue gobernador de Zacatecas y senador por el mismo estado; David Monreal también fue gobernador de Zacatecas y presidente municipal de Fresnillo; Susana Monreal fue diputada federal por Zacatecas.
De 1994 a 1999 Saúl Monreal estudió la licenciatura en derecho en la Universidad Autónoma de Zacatecas (UAZ) y de 2001 a 2003 estudió la maestría en derecho político y administración pública en el Instituto Internacional del Derecho y del Estado (IIDE) en la Ciudad de México.

## Trayectoria política
Saúl Monreal inició su trayectoria política en 2001 como miembro del Partido de la Revolución Democrática (PRD) y trabajó como analista parlamentario del diputado Tomás Torres Mercado. En 2007 se incorporó al Partido del Trabajo (PT) y en 2009 fue comisionado nacional de ese partido en Zacatecas. En las elecciones estatales de Zacatecas de 2010 fue electo como diputado del Congreso del Estado de Zacatecas por el distrito 11, con cabecera en Fresnillo. En la LX Legislatura del congreso fue presidente de la comisión de niñez, juventud y deporte.
En 2013 fue postulado como presidente municipal de Fresnillo por el Partido del Trabajo. Perdió la elección ante el candidato del Partido Revolucionario Institucional (PRI), Benjamín Medrano Quezada. Ese mismo año se integró al partido Movimiento Ciudadano y fue coordinador de la comisión operativa estatal del partido. En 2015 regresó al PRD y fue postulado como diputado federal por el distrito 1 de Zacatecas. Perdió la elección ante el candidato del PRI, Benjamín Medrano Quezada. En 2016 se incorporó al partido Movimiento Regeneración Nacional (Morena) y fue coordinador de la campaña a gobernador de su hermano David Monreal en las elecciones estatales de ese año.
En las elecciones estatales de 2018 fue postulado como presidente municipal de Fresnillo por la coalición Juntos Haremos Historia, integrada por los partidos Movimiento Regeneración Nacional, Partido del Trabajo y Partido Encuentro Social. En 2021 fue reelecto en el cargo de presidente municipal de Fresnillo. En octubre de 2023 pidió licencia del cargo de presidente municipal para postularse como senador.
En las elecciones federales de 2024 fue postulado como senador de segunda fórmula por el estado de Zacatecas por la coalición Sigamos Haciendo Historia, integrada por los partidos Movimiento Regeneración Nacional, Partido del Trabajo y Partido Verde Ecologista de México. Asumió el cargo dentro de la LXV Legislatura del Congreso de la Unión el 1 de septiembre de 2024.